# 宇佐崎代
宇佐崎代（日语：宇佐崎 しろ；1997年12月27日—），日本女性漫畫家、插畫家。
代表作為在《週刊少年Jump》上連載的《act-age 新世代演員》。

## 經歷
最初在社群網路上活動，會在Twitter投稿自己喜歡的角色的插畫。與松木達哉認識的契機是對方在Twitter上發表的預知夢漫畫，兩人後來便互相跟隨了對方的帳號。之後，宇佐崎在Twitter上投稿了當時在《週刊少年Jump》上連載的《左門同學是召喚術士》的二次創作插畫，受到了當時負責該作品的編輯村越周的注意。
其後，松木達哉的《歡迎來到阿佐谷藝術高中影像科》（日语：阿佐ヶ谷芸術高校映像科へようこそ）在由《週刊少年Jump》舉辦、面向漫畫原作者的日本新人漫畫獎中得到了準優勝。在討論負責作畫的人選時，松木指名希望由宇佐崎負責作畫。而剛好松木的負責編輯村越周也對宇佐崎有印象，人選就這麼決定下來了。在此之前宇佐崎並沒有任何畫漫畫的經驗。她從老家奈良縣來到東京，在看了編輯部提供的《我的英雄學院》的漫畫原稿之後，嘗試畫出了《歡迎來到阿佐谷藝術高中影像科》的漫畫。之後《阿佐谷》以短篇形式刊登在《週刊少年Jump》2017年9號。
原本預定是要和松木合作，先畫出數篇短篇漫畫累積經驗後再開始準備連載，結果一年後《act-age 新世代演員》的連載企劃便被編輯部通過了，2018年8號開始連載。2020年8月8日，松木因強制猥褻罪遭逮捕，連載中的《act-age 新世代演員》也於8月11日發售的《週刊少年Jump》2020年36・37合併號上宣布腰斬。宇佐崎本人則在8月24日於Twitter發表聲明，「全面接受Jump編輯部的決定」「希望各位不要將作品的強行結束怪罪到受害者身上」。
在《act-age 新世代演員》連載結束後，除了與不同的原作者合作創作短篇漫畫以外，也接下了插畫、遊戲人設、漫畫獎等多采多姿的工作。2021年，替SCRAP現實逃脫遊戲繪製了逃脫遊戲的主視覺圖。此後又於2023年和SCRAP再度合作，創作了劇本殺短篇漫畫。在集英社2022年舉辦的「World Maker第一屆漫畫分鏡大賞」中，與漫畫家肥田野健太郎一同將得獎者的分鏡繪製成漫畫成品。此後又替note主辦的「創作大賞2023 插畫故事部門」繪製了作為題目的插圖，參賽者必須以該插圖為題創作出一篇完整的小說。在集英社於2023年推出的遊戲《SOULVARS》中，負責遊戲的人物主設計。
2024年9月，與西修合作的魔法奇幻漫畫《魔男伊奇》（日语：魔男のイチ）在《週刊少年Jump》上開始連載。

## 人物
興趣是蒐集鋼筆。喜歡的作品是《境界觸發者》和《左門同學是召喚術士》。
與同為女性漫畫家的橫槍萌果關係良好，曾多次協助其作品《【我推的孩子】》的彩頁上色。

## 作品

### 漫畫
全部為作畫擔當。
- 《歡迎來到阿佐谷藝術高中影像科》（阿佐ヶ谷芸術高校映像科へようこそ），出道作。短篇。原作為松木達哉。《週刊少年Jump》2017年9號刊載。
- ，同人誌。原作為內田裕基（日语：内田裕基）。於COMITIA（日语：COMITIA）120（2017年5月6日）發表。
- 《act-age 新世代演員》，連載作品。原作為松木達哉。《週刊少年Jump》2018年8號－2020年36・37合併號連載。
- 《炎眼的獨眼巨人》（炎眼のサイクロプス），短篇。原作為石川理武。《週刊少年Jump》2021年3・4合併號刊載。
- ，短篇。原作為伊藤。少年Jump+2022年6月6日發布。
  - 為集英社舉辦的「World Maker第一屆漫畫分鏡大賞」得主，宇佐崎負責將得獎者的分鏡畫成成品。
- ，短篇。原作為，遊戲製作為篠田築，分鏡構成為田岡宗晃。《週刊少年Jump》2023年16號刊載。
- 《魔男伊奇》（日语：魔男のイチ），連載作品。原作為西修。《週刊少年Jump》2024年41號－連載中。

### 插畫
- Vtuber劍持刀也現實聚會活動「虛空集會」主視覺圖[14]。
- Vtuber花譜第2專輯《魔髮》β版插圖、夾克設計[15]。
- 小說《回樹》扉頁插圖，斜線堂有紀（日语：斜線堂有紀）著，刊登於《S-F Magazine（日语：S-Fマガジン）》2021年2月號。
- SCRAP（日语：SCRAP）現實逃脫遊戲（日语：リアル脱出ゲーム）主視覺圖，2021年4月28日[16]。
- ，2022年11月[17]
- 創作大賞2023「插畫故事部門」題目插圖[10]。

### 遊戲
- 《SOULVARS》，集英社於2023年6月27日推出的遊戲，負責角色設計。

### 其他
- 《【我推的孩子】》負責一部分彩頁的上色。2021年7月29日－2023年4月27日[13][18][19][20]。

## 外部連結
- 宇佐崎代的X（前Twitter）